# NGC 3732
NGC 3732 este o emission-line galaxy⁠(d) situată în constelația Cupa. A fost descoperită în 4 martie 1786 de către William Herschel. Se află la o distanță de 25,53 de megaparseci de Pământ.